# Robert Sierka
Robert Sierka (ur. 20 listopada 1975 w Katowicach) – polski piłkarz grający na pozycji pomocnika. Grał w takich klubach jak: Rozwój Katowice, Polonia Bytom, Ruch Radzionków, Dyskobolia Grodzisk Wlkp., GKS Katowice, Piast Gliwice.